# 록키 계단

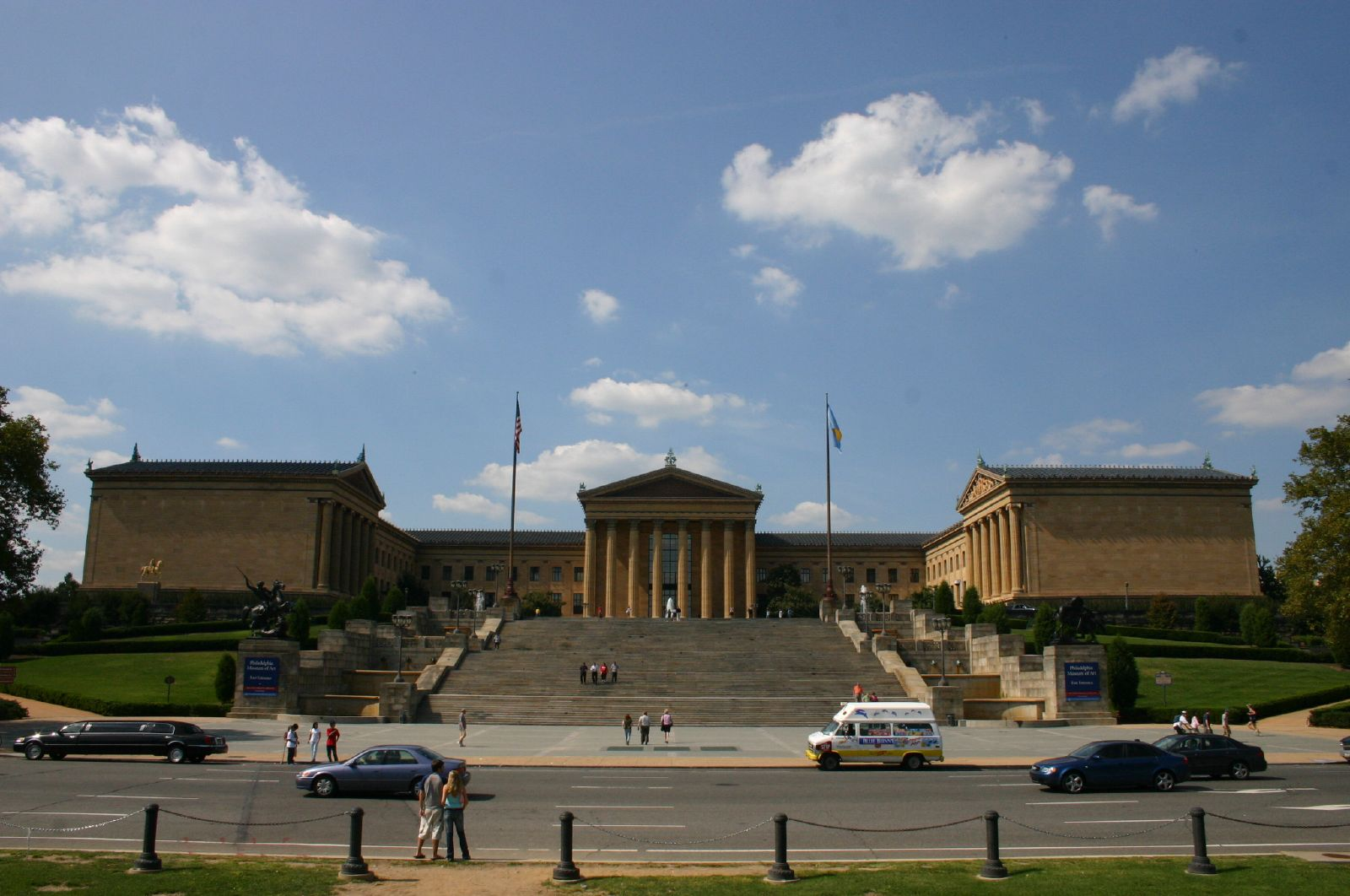
필라델피아 미술관 전경. 정면 앞의 계단이 로키 스텝스이다.

록키 계단(Rocky Steps)은 미국 펜실베이니아주 필라델피아의 필라델피아 미술관 정문 계단의 통칭이다. 영화 록키와 그 속편 록키 2, 록키 3, 록키 5에서 등장인물 록키가 음악에 맞춰 이 계단을 걸어 올라가는 장면이 있기 때문에 이 이름이 붙여졌다. 현지에서는 록키 흉내를 내며 계단을 오르는 지역 주민과 관광객의 모습이 많이 보인다. 영화 록키 3 개봉에 따라, 계단 꼭대기에 록키 동상이 놓여 있었지만 현재는 계단 아래 오른쪽 부분에 옮겨져 기념 사진 촬영 장소가 되고 있다.

## 같이 보기
- 포툠킨 계단
- 조커 계단
- 더 뮤직 박스